# Euphorbia fwambensis
Euphorbia fwambensis es una especie fanerógama perteneciente a la familia de las euforbiáceas. Es endémica de Sudáfrica, Namibia, Angola, Botsuana, Zimbabue.

## Descripción
Es una planta suculenta con raíz tuberosa de ± 8 cm de diámetro,  generalmente solitaria, que alcanza un tamaño de 20 cm de alto, erguida, cilíndrica.

## Ecología
Se encuentra en las grietas de las rocas en las colinas de granito, y empinadas laderas pedregosas de laterita entre las rocas, a una altitud de 1500-2150 metros.
Está muy cercana a Monadenium crenatum.

## Taxonomía
Euphorbia fwambensis fue descrita por (N.E.Br.) Bruyns y publicado en Taxon 55: 412. 2006.
Etimología
Euphorbia: nombre genérico que deriva del médico griego del rey Juba II de Mauritania (52 a 50 a. C. - 23), Euphorbus, en su honor – o en alusión a su gran vientre –  ya que usaba médicamente Euphorbia resinifera. En 1753 Carlos Linneo asignó el nombre a todo el género.
fwambensis: epíteto
Sinonimia
- Monadenium fwambense N.E.Br.[5]